# Circondario del Jerichower Land
Il circondario del Jerichower Land (in tedesco Landkreis Jerichower Land) è uno dei circondari (Landkreis) della Sassonia-Anhalt, in Germania.

Comprende 5 città e 4 comuni.

Capoluogo e centro maggiore è Burg.

## Geografia antropica

### Suddivisioni amministrative
(Abitanti il 31 dicembre 2022)
1. Biederitz (8 744)
2. Burg, città (22 689)
3. Elbe-Parey (6 432)
4. Genthin, città (13 685)
5. Gommern, città (10 485)
6. Jerichow, città (6 786)
7. Möckern, città (12 918)
8. Möser (8 517)